# Agrodiaetus exoculata
Agrodiaetus exoculata är en fjärilsart som beskrevs av Hermann Stauder 1921. Agrodiaetus exoculata ingår i släktet Agrodiaetus och familjen juvelvingar. Inga underarter finns listade i Catalogue of Life.